# 李正
李正（1967年7月—），安徽枞阳人，中共党员，现任华南理工大学副校长。

## 生平简介
1989年6月毕业于安徽师范大学教育学专业，1995年6月于华东师范大学高等教育学专业获硕士学位，2005年6月于华东师范大学高等教育学专业博士研究生毕业。
1995年起先后在华南理工大学高教研究所、学校办公室和教务处工作，2003年任华南理工大学教务处副处长，2008年任教务处处长，2012年任华南理工大学校长助理兼教务处处长。2017年8月，任华南理工大学党委常委、副校长。
曾获国家级教学成果一等奖1项、二等奖4项，广东省教学成果一等奖7项。